# Пол Бурже
Пол Бурже (фр. Paul Bourget, 2. септембар 1852 — 25. децембар 1935) био је француски књижевник. Кроз огледе и романе с тезом бранио крајње конзервативна католичка гледишта. Дела: Ученик (1889), Подневни демон (1915), У служби поретка (1929). Био је члан Француске академије од 1894. године.